# The Eyes of Horror
The Eyes of Horror — мини-альбом калифорнийской дэт-метал-группы Possessed, состоящий из пяти песен, выпущен в 1987 году на лейбле Combat Records, спродюсирован Джо Сатриани. В 1998 году был переиздан лейблом Century Media вместе с Beyond the Gates.

## Список композиций
| №                   | Название             | Длительность |
| ------------------- | -------------------- | ------------ |
| 1.                  | «Confessions»        | 2:53         |
| 2.                  | «My Belief»          | 3:34         |
| 3.                  | «The Eyes of Horror» | 3:16         |
| 4.                  | «Swing of the Axe»   | 3:59         |
| 5.                  | «Storm in My Mind»   | 4:22         |
| Общая длительность: | Общая длительность:  | 18:04        |

## Участники записи
- Джефф Бесерра — бас-гитара, вокал
- Майк Торрао — гитара
- Ларри ЛаЛонд — гитара
- Майк Сас — ударные